# Casper Tengstedt
Casper Tengstedt (Aalborg, 1º giugno 2000) è un calciatore danese, attaccante del Feyenoord.

## Biografia
È figlio di Thomas Tengstedt, ex calciatore professionista.

## Carriera

### Club

#### Inizi, Norimberga e Rosenborg
Cresciuto nel settore giovanile del Midtjylland, ad agosto 2019 è stato ceduto in prestito al Norimberga II, squadra riserve del club omonimo. Ha esordito in Regionalliga il 7 settembre seguente, schierato titolare nel pareggio per 1-1 in casa dell'Aubstadt. Il 12 ottobre ha trovato la prima rete, nel 3-1 sull'Heimstetten.
Per la stagione 2020-2021 è stato ceduto, sempre in prestito, all'Horsens. Ha debuttato in massima serie danese il 13 settembre, subentrando a Jannik Pohl nella sconfitta interna per 0-3 subita contro il Randers. L'11 aprile 2021 ha trovato le prime reti per il club, siglando una doppietta nella vittoria per 2-3 in casa del SønderjyskE. Nonostante la retrocessione, viene acquistato a titolo definitivo. Ottenuta la titolarità nell'annata seguente, è autore della promozione del club con 15 reti in 29 partite.
Le prestazioni offerte gli valgono l'interesse del Rosenborg, che ne ufficializza l'acquisto l'11 agosto 2022; Tengstedt firma con i norvegesi fino al 31 dicembre 2026. Con 15 reti segnate in 14 partite di Eliteserien, contribuisce al terzo posto finale, che vale l'accesso al secondo turno di qualificazione alla UEFA Europa Conference League.

#### Benfica e prestito al Verona
Il 12 gennaio 2023 viene ingaggiato dal Benfica, firmando un contratto fino al 2028.
Il 9 agosto 2024 viene ceduto a titolo temporaneo al Verona. Il giorno dopo nell'esordio ufficiale con i veneti va subito a segno nella partita di Coppa Italia, in cui la sua squadra è sconfitta in casa dal Cesena per 2-1. Subito dopo il 18 agosto esordisce da titolare in serie A nella partita vinta per 3-0 contro il Napoli. Il 1º settembre seguente realizza il suo primo gol in massima serie nel successo per 0-2 in casa del Genoa. Dopo avere disputato un buon girone d'andata realizzando sei gol, nel ritorno il suo spazio diminuisce a causa di due infortuni.

#### Feyenoord
Il 24 luglio 2025 viene ceduto a titolo definitivo al Feyenoord.

### Nazionale
Tengstedt ha rappresentato la Danimarca a livello Under-17, Under-19 e Under-21. Per quanto concerne quest'ultima selezione, ha debuttato il 7 ottobre 2021, subentrando a Maurits Kjærgaard nella vittoria per 0-1 contro la Scozia, in una sfida disputatasi ad Edimburgo.

## Statistiche

### Presenze e reti nei club
Statistiche aggiornate al 1° luglio 2025.
| Stagione        | Club            | Campionato      | Campionato | Campionato | Coppe nazionali | Coppe nazionali | Coppe nazionali | Coppe continentali | Coppe continentali | Coppe continentali | Supercoppe | Supercoppe | Supercoppe | Totale | Totale |
| Stagione        | Club            | Comp            | Pres       | Reti       | Comp            | Pres            | Reti            | Comp               | Pres               | Reti               | Comp       | Pres       | Reti       | Pres   | Reti   |
| --------------- | --------------- | --------------- | ---------- | ---------- | --------------- | --------------- | --------------- | ------------------ | ------------------ | ------------------ | ---------- | ---------- | ---------- | ------ | ------ |
| 2019-2020       | Norimberga II   | RL              | 10         | 5          | -               | -               | -               | -                  | -                  | -                  | -          | -          | -          | 10     | 5      |
| 2020-2021       | Horsens         | SL              | 24         | 3          | CD              | 3               | 2               | -                  | -                  | -                  | -          | -          | -          | 27     | 5      |
| 2021-2022       | Horsens         | 1D              | 29         | 15         | CD              | 1               | 0               | -                  | -                  | -                  | -          | -          | -          | 30     | 15     |
| Totale Horsens  | Totale Horsens  | Totale Horsens  | 53         | 18         |                 | 4               | 2               |                    | -                  | -                  |            | -          | -          | 57     | 20     |
| ago.-dic. 2022  | Rosenborg       | ES              | 14         | 15         | CN              | -               | -               | -                  | -                  | -                  | -          | -          | -          | 14     | 15     |
| gen.-giu. 2023  | Benfica         | PL              | 4          | 0          | CP+CdL          | 0               | 0               | UCL                | 0                  | 0                  | -          | -          | -          | 4      | 0      |
| 2023-2024       | Benfica         | PL              | 17         | 4          | CP+CdL          | 4+2             | 0               | UCL+UEL            | 4+4                | 0                  | SP         | 0          | 0          | 31     | 4      |
| Totale Benfica  | Totale Benfica  | Totale Benfica  | 21         | 4          |                 | 6               | 0               |                    | 8                  | 0                  |            | 0          | 0          | 35     | 4      |
| 2024-2025       | Verona          | A               | 25         | 6          | CI              | 1               | 1               | -                  | -                  | -                  | -          | -          | -          | 26     | 7      |
| Totale carriera | Totale carriera | Totale carriera | 122        | 47         |                 | 11              | 3               |                    | 8                  | 0                  |            | 0          | 0          | 141    | 50     |

## Palmarès

### Club

#### Competizioni nazionali
- 1. Division: 1

Horsens: 2021-2022
- Campionato portoghese: 1

Benfica: 2022-2023
- Supercoppa di Portogallo: 1

Benfica: 2023